# Třída Orion (1931)
Třída Orion byla třída ponorek francouzského námořnictva. Celkem byly postaveny dvě jednotky této třídy. Francouzské námořnictvo je provozovalo v letech 1932–1943. Za druhé světové války sloužily v silách Svobodných Francouzů. Obě byly roku 1943 vyřazeny.

## Pozadí vzniku
Celkem byly postaveny dvě jednotky této třídy. Objednány byly v rámci programu pro rok 1928. Prototyp postavila loděnice Ateliers et Chantiers de la Loire v Nantes a její sesterskou ponorku loděnice Ateliers et Chantiers Dubigeon v Nantes. Do služby byly přijaty v letech 1930–1937.
Jednotky třídy Orion:
| Jméno         | Loděnice                          | Založení kýlu | Spuštěna       | Vstup do služby | Osud                                                          |
| ------------- | --------------------------------- | ------------- | -------------- | --------------- | ------------------------------------------------------------- |
| Orion (Q165)  | Ateliers et Chantiers de la Loire | 1928          | 24. dubna 1931 | červenec 1932   | Od roku 1940 součást sil Svobodných Francouzů. Vyřazeny 1943. |
| Ondine (Q166) | Ateliers et Chantiers Dubigeon    | 1928          | 4. května 1931 | červenec 1932   | Od roku 1940 součást sil Svobodných Francouzů. Vyřazeny 1943. |

## Konstrukce
Ponorky měly dvoutrupou koncepci. Tři 550mm torpédomety byly příďové uvnitř tlakového trupu, dva 550mm torpédomety byly externí otočné a poslední šestý 550mm torpédomet pevný externí na zádi. Celkem bylo neseno sedm torpéda této ráže. Dále nesly dva externí 400mm torpédomety bez možnosti přebití. Hlavňovou výzbroj tvořil jeden 75mm kanón a jeden 8,8mm kulomet. Pohonný systém tvořily dva diesely Sulzer o výkonu 1400 bhp a dva elektromotory o výkonu 1000 bhp, pohánějící dva lodní šrouby. Nejvyšší rychlost dosahovala čtrnáct uzlů na hladině a devět uzlů pod hladinou. Dosah byl 4000 námořních mil při rychlosti deset uzlů na hladině a 82 námořních mil při rychlosti pěti uzlů pod hladinou. Operační hloubka ponoru dosahovala 80 metrů.

## Služba
Po pádu Francie obě ponorky unikly do Velké Británie. Tam byly později obsazeny a předány silám Svobodných Francouzů. Roku 1943 byly vyřazeny a použity jako zdroj náhradních dílů pro ponorky třídy Minerve.